# Tupanciretã (ort)
Tupanciretã är en ort i Brasilien.   Den ligger i kommunen Tupanciretã och delstaten Rio Grande do Sul, i den södra delen av landet, 1 600 km söder om huvudstaden Brasília. Tupanciretã ligger 464 meter över havet och antalet invånare är 17 488.
Terrängen runt Tupanciretã är huvudsakligen platt. Tupanciretã ligger uppe på en höjd. Det finns inga andra samhällen i närheten.
Trakten runt Tupanciretã består till största delen av jordbruksmark. Runt Tupanciretã är det glesbefolkat, med 13 invånare per kvadratkilometer.